# Ś
Der Buchstabe Ś (kleingeschrieben ś) ist ein Buchstabe des lateinischen Schriftsystems. Er wird im Polnischen und im Niedersorbischen verwendet und bezeichnet in beiden Sprachen den stimmlosen alveolopalatalen Frikativ /⁠ɕ⁠/. Auch im Montenegrinischen sowie der belarussischen Łacinka findet der Buchstabe Verwendung. Im Ladinischen von Gröden und Cortina d’Ampezzo deutet er (nur am Wortanfang) eine stimmhafte Aussprache /⁠z⁠/ an.

## Phonologie
Im Polnischen wird der gleiche Laut in anderen phonologischen Zusammenhängen auch als einfaches S geschrieben, etwa bei (Poln.) się („sich“) denn ein i nach dem s verändert die Aussprache hin zu oben beschriebenem Ś-Laut.

## Graphotaktik
Im Polnischen steht der Buchstabe ś so gut wie nie vor Vokalen, weil dort si geschrieben wird.

## Darstellung auf dem Computer
In HTML gibt es die benannten Zeichen &Sacute; für das große Ś und &sacute; für das kleine ś.